# Водоляй
Водоля́й (рос. Водоляй, ерз. Ведляй) — селище у складі Зубово-Полянського району Мордовії, Росія. Входить до складу Умьотського міського поселення.
Населення — 11 осіб (2010; 12 у 2002).
Національний склад (станом на 2002 рік):
- мордва — 83 %

Стара назва — Вадлей.